# Jacques Humbert
Pour les articles homonymes, voir Humbert.
Jacques Humbert , né le 17 décembre 1893 dans le 7e arrondissement de Paris et mort le 24 juin 1993 dans le 16e arrondissement de Paris, est un militaire français de la Première Guerre mondiale et de la Seconde Guerre mondiale.

## Biographie

### Famille
Né le 17 décembre 1893 à Paris, Jacques Émile Louis Léon Humbert est le fils du général de brigade Georges Louis Humbert.

### Première Guerre mondiale
Il entre et sort major de la promotion Montmirail de Saint-Cyr en 1914 comme sous-lieutenant. Il combat durant la Première Guerre mondiale comme lieutenant au 97e régiment d'infanterie de Chambéry, notamment dans les Vosges et en Artois. En 1915, il est blessé, promu capitaine et décoré de la Légion d'honneur. Il est alors nommé comme élève à l'École d'état-major puis affecté jusqu'à la fin du conflit comme chef de bureau à l'état-major de la 77e division d'infanterie.

### Entre deux guerres
Il est muté au Maroc en 1919, d'abord au 1er régiment de tirailleurs marocains, puis au 1er régiment étranger. Il est ensuite désigné pour suivre les cours de l'École de guerre. À partir de 1923, hormis un commandement au 7e bataillon de chasseurs alpins de 1930 à 1932, il est affecté exclusivement en état-major (6e corps d'armée, Conseil supérieur de la guerre, groupe d'armées du Nord).

### Seconde Guerre mondiale
Au début de la Seconde guerre mondiale, il participe comme colonel à la bataille de Dunkerque en mai 1940. Évacué en Angleterre puis revenu en France, il est choisi par le général de Gaulle, alors sous-secrétaire d'État à la Guerre, comme chef de cabinet,.
Après l'armistice, il est nommé chef d'état-major de la 14e région militaire, puis commandant du 159e régiment d'infanterie alpine à Grenoble avant d'être désigné commandant militaire du département de l'Isère. En novembre 1942, il est nommé au grade de général de brigade et au poste de commandant supérieur de la Corse, la veille de l'invasion italienne de l'île. Il y organise la destruction des armements des troupes de l'armée d'armistice placées sous ses ordres.
En mars 1943, il est mis en congé. Il rejoint le maquis du Vercors en 1944, puis est nommé par la Résistance gouverneur militaire de Grenoble. Il est ensuite incorporé dans la 1re Armée en Alsace.

### Fonctions militaires après-guerre
De 1945 à 1949, il est le directeur du contrôle du désarmement militaire, industriel et scientifique de l'Allemagne. Il commande ensuite le groupement de montagne à Grenoble, appelé à reconstituer la 27e division d’infanterie alpine, puis est nommé commandant supérieur de la défense des Alpes. Il quitte le service actif en 1953.

### Historien
Devenu historien militaire dans les années 1960, l'ancien général est l'auteur d'une trentaine d'ouvrages. Certains sont consacrés aux unités où il a servi, d'autres à des militaires célèbres (Bazaine, Raymond Duval, son père Georges Louis Humbert), d'autres encore à des opérations militaires conduites dans les Alpes du 16e siècle à la période contemporaine.
Il est élu en 1965 à l'Académie des sciences, belles-lettres et arts de Savoie, devenant un membre titulaire effectif.
Après la parution de son livre "Embrun et l'Embrunais" Jacques Humbert est fait citoyen d'honneur de cette ville.

### Mort
Jacques Humbert meurt en juin 1993, ses obsèques ont lieu à Saint-Louis-des-Invalides.

## Distinctions
Jacques Humbert était titulaire des décorations suivantes :
- Grand officier de la Légion d'honneur
- Croix de guerre
- Croix de guerre des TOE
- Croix de guerre (Belgique)